# GE Fanuc Intelligent Platforms
GE Fanuc Intelligent Platforms war ein Joint-Venture zwischen General Electric (NYSE: GE) und FANUC, Japan. Das Hauptquartier war in Charlottesville, Virginia USA.
Weitere Niederlassungen/Standorte waren
- in Europa:
  - Augsburg, Bayern, Deutschland
  - Bracknell, Berkshire, England
  - Darmstadt, Hessen, Deutschland
  - Echternach, Luxemburg
  - Mindelheim, Bayern, Deutschland
  - Towcester, Northamptonshire, England

- in Nordamerika:
  - Albuquerque, New Mexico, USA
  - Billerica, Massachusetts, USA
  - Camarillo, Kalifornien, USA
  - Centennial, Colorado, USA
  - Chantilly, Virginia, USA
  - Charlottesville, Virginia, USA
  - Edmonton, Alberta, Kanada
  - Foxborough, Massachusetts, USA
  - Greenville, South Carolina, USA
  - Goleta, Kalifornien, USA
  - Huntsville, Alabama, USA
  - Ottawa, Ontario, Kanada
  - Raleigh, North Carolina, USA
  - Saint Paul, Minnesota, USA

- in Asien:
  - Bangalore, Karnataka, Indien
  - Shanghai, China
  - Tokio, Japan

GE Fanuc Intelligent Platforms, als Teil von GE Enterprise Solutions, war ein globaler Lieferant für Hardware und Software für die Automatisierung und Embedded Computing.
GE Fanuc umfasste die Bereiche Automation, Embedded Systems und CNC. Bis Oktober 2007 firmierte das Unternehmen unter den Namen GE Fanuc Automation, GE Fanuc Embedded Systems und GE Fanuc CNC.
GE Fanuc erwirbt im Jahr 2001 die Firma VMIC aus Huntsville (AL). Huntsville wird Hauptsitz von GE Fanuc Embedded Systems. Die Akquisition wurde am 21. September 2001 abgeschlossen. Im November 2002 wurde Intellution, im März 2003 RAMiX (für den Embedded-Bereich) und im Juni 2003 Mountain System akquiriert. Der Name GE Fanuc Embedded Systems wird zuerst im September 2005 mit der Akquisition von DNA Computing erwähnt.
Condor Engineering kam im Februar 2006 zu Embedded Systems hinzu. Im Juni 2006 wurde SBS Technologies mit Standorten in USA und Deutschland von GE gekauft und in Embedded Systems eingegliedert. Im November des gleichen Jahres wurde die britische Radstone Technology akquiriert und in denselben Bereich übernommen.

## Auflösung
Nach einer Mitteilung der New Yorker Börse vom 17. August 2009 sind GE und FANUC übereingekommen, das Gemeinschaftsunternehmen aufzulösen. FANUC übernimmt das CNC-Geschäft weltweit während GE Software und Embedded Systems unter dem Namen GE Intelligent Platforms weiterführen wird. Die Trennung sollte bis Ende des Jahres 2009 abgeschlossen werden; der Trennungsvertrag wurde am 11. Dezember 2009 unterschrieben.